# Rcp (Unix)
rcp è il comando "remote copy" (copia remota) nato nel sistema operativo UNIX. Permette di copiare file remoti in locale o viceversa. Esso utilizza tipicamente il protocollo TCP/IP ed il file .rhosts per l'autenticazione, ma è stato implementato per supportare in alternativa il protocollo di rete Kerberos.
rcp non è sicuro per essere usato in una rete. Infatti, tra le altre cose, manda le informazioni in modo non criptato sulla rete. Esso è stato largamente rimpiazzato dalla utility scp basata sul protocollo ssh.
Etimologia: rcp è un membro della famiglia dei comandi "r" (remoti) di unix BSD ed il nome è la contrazione di "r" remote e
'cp' copy.